# Lliga bàltica de futbol
La Lliga bàltica de futbol (oficialment Triobet Baltic League) fou una competició de futbol masculina per a clubs que es disputà entre 2007 i 2011 pels millors clubs de les nacions bàltiques, Estònia, Letònia i Lituània. Fou creada per inspiració de la Royal League per a clubs escandinaus i per la Lliga bàltica de basquetbol.

## Història
Les primeres dues edicions del torneig el disputaren el quatre millors equips de cada país. La primera final fou a doble partit i la resta a partit únic. La temporada 2009-10 es va expandir a 16 equips (cinc per país i un equip extra per país del campió anterior).

## Finals
Font:
| Temporada | Campió    | Marcador                     | Finalista | Estadis                                                           | Àrbitre                      |
| --------- | --------- | ---------------------------- | --------- | ----------------------------------------------------------------- | ---------------------------- |
| 2007      | Metalurgs | 8 - 2 (agregat) 3 - 1, 5 - 1 | Ventspils | Ventspils Olimpiskais Stadions, Ventspils Estadi Daugava, Liepāja | Kristo Tohver · Audrius Žuta |
| 2008      | Kaunas    | 2 - 1                        | Skonto    | Skonto Stadions, Riga                                             | Hannes Kaasik                |
| 2009-10   | Ventspils | 3 - 3 (pr.) 5 - 3 (pen.)     | Sūduva    | Estadi Sūduva, Marijampolė                                        | Sten Kaldma                  |
| 2010-11   | Skonto    | 1 - 1 (pr.) 5 - 4 (pen.)     | Ventspils | Ventspils Olimpiskais Stadions, Ventspils                         | Nerijus Dunauskas            |

## Estadístiques

### Estadístiques per club
| Club           | 1r | 2n | Temp. | Títols  |
| -------------- | -- | -- | ----- | ------- |
| Ventspils      | 1  | 2  | 4     | 2009-10 |
| Skonto         | 1  | 1  | 4     | 2010-11 |
| Metalurgs      | 1  | 0  | 4     | 2007    |
| Kaunas         | 1  | 0  | 2     | 2008    |
| Sūduva         | 0  | 1  | 3     |         |
| Ekranas        | 0  | 0  | 4     |         |
| Flora          | 0  | 0  | 4     |         |
| Levadia        | 0  | 0  | 4     |         |
| Trans          | 0  | 0  | 4     |         |
| Dinaburg       | 0  | 0  | 2     |         |
| Žalgiris       | 0  | 0  | 2     |         |
| TVMK           | 0  | 0  | 2     |         |
| Vėtra          | 0  | 0  | 2     |         |
| Banga          | 0  | 0  | 2     |         |
| Jūrmala        | 0  | 0  | 2     |         |
| Kalju          | 0  | 0  | 2     |         |
| Sillamäe Kalev | 0  | 0  | 2     |         |
| Šiauliai       | 0  | 0  | 2     |         |
| Tauras         | 0  | 0  | 2     |         |
| Rīga           | 0  | 0  | 1     |         |
| Olimps         | 0  | 0  | 1     |         |
| Blāzma         | 0  | 0  | 1     |         |

### Estadístiques per país
| País     | 1r | 2n | Títols                 |
| -------- | -- | -- | ---------------------- |
| Letònia  | 3  | 3  | 2007, 2009-10, 2010-11 |
| Lituània | 1  | 1  | 2008                   |
| Estònia  | 0  | 0  |                        |